# Sirenia (hudební skupina)
Sirenia je norská hudební skupina hrající gotický metal. Skupina vznikla v roce 2001 v norském Stavangeru. Hlavou kapely je Morten Veland, jehož práce byla již dobře známa, když hrál v kapele Tristania. Sirenia je jednou z posledních kapel norské gotické školy (Theatre of Tragedy, Tristania, Trail of Tears, The Sins of Thy Beloved), která je ještě aktivní.

## Sestava
- Emmanuelle Zoldan – zpěv
- Morten Veland – zpěv, kytara; příležitostně baskytara, klávesy a bicí
- Jonathan Perez – bicí
- Jan Erik Soltvedt – kytara

### Bývalí členové
- Ailyn Giménez – zpěv
- Hans Henrik Varland – klávesy
- Henriette Bordvik – ženské vokály
- Kristian Gundersen – vokály, kytara
- Monika Pedersen – ženské vokály

### Hostující členové
- Fabienne Gondamin – ženské vokály (na At Sixes And Sevens)
- Pete Johansen – housle (na At Sixes And Sevens)
- Jan Kenneth Barkved – čisté vokály (na At Sixes And Sevens)
- Anne Verdot – housle (na An Elixir For Existence)
- Roland Navratil – bicí (živá vystoupení)

### Sbor

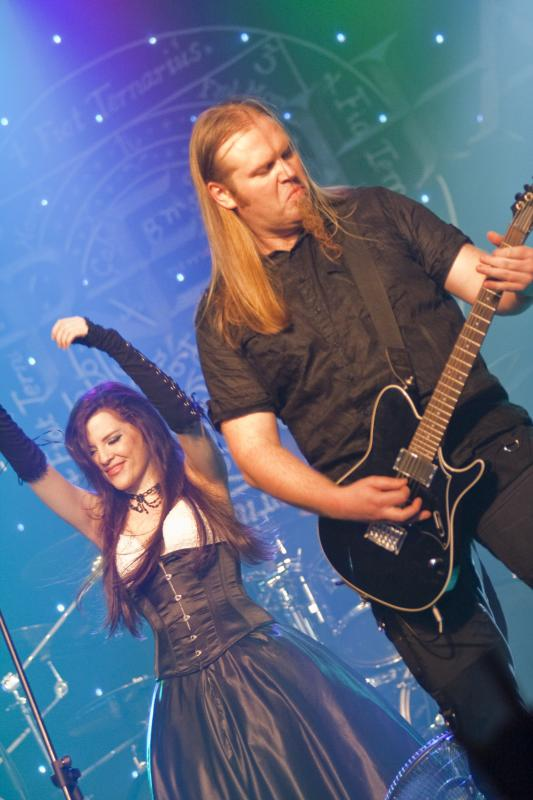
Sirenia - hudební skupina

- Sandrine Gouttebel (na An Elixir For Existence)
- Emmanuele Zoldan (na An Elixir For Existence)
- Emilie Lesbros (na An Elixir For Existence)
- Damien Surian (na An Elixir For Existence)
- Mathieu Landry (na An Elixir For Existence)

## Diskografie

### Alba
- At Sixes and Sevens (2002)
- An Elixir for Existence (2004)
- Nine Destinies and a Downfall (2007)
- The 13th Floor (2009)
- The Enigma of Life (2011)
- Perils of the Deep Blue (2013)
- The Seventh Life Path (2015)
- Dim Days of Dolor (2016)
- Arcane Astral Aeons (2018)
- Riddles, Ruins & Revelations (2021)
- 1977 (2023)

### Singly
- My Mind's Eye
- The Path to Decay
- The End of It All
- Seven Widows Weep
- Once My Light
- Addiction No.1
- Twist in my Sobriety

### EP
- Sirenian Shores (2004)

### Videoklipy
- My Mind's Eye
- The Other Side
- The Path to Decay
- The End of It All
- Seven Widows Weep
- Once My Light
- Dim Days of Dolor
- Into the Night
- Addiction No. 1
- Voyage, voyage (Desireless cover)
- Twist in My Sobriety (Tanita Tikaram cover)
- Deadlight